# Chauquilhucum
Chauquilhucum es una localidad del municipio de Larráinzar ubicado en la región de Los Altos del estado mexicano de Chiapas.

## Geografía
La localidad de Chauquilhucum se sitúa en las coordenadas geográficas 16°57′15″N 92°44′24″O / 16.954167, -92.740000, a una elevación de 1,461 metros sobre el nivel del mar.

## Demografía
Según el Censo de Población y Vivienda 2020, efectuado por el Instituto Nacional de Estadística y Geografía, la localidad de Chauquilhucum tiene 28 habitantes, de los cuales 14 son del sexo masculino y 14 del sexo femenino. Su tasa de fecundidad es de 2.22 hijos por mujer y tiene 7 viviendas particulares habitadas.
| Gráfica de evolución demográfica de Chauquilhucum entre 1910 y 2020 |
|                                                                     |
| INEGI.                                                              |